# Mayang (köpinghuvudort i Kina, Hubei Sheng, lat 30,44, long 113,26)
Mayang (kinesiska: 麻洋, 麻洋镇) är en köpinghuvudort i Kina. Den ligger i provinsen Hubei, i den centrala delen av landet, omkring 99 kilometer väster om provinshuvudstaden Wuhan. Antalet invånare är 48 023. Befolkningen består av 22 103 kvinnor och 25 920 män. Barn under 15 år utgör 16,0 %, vuxna 15-64 år 74 %, och äldre över 65 år 8,0 %.
Runt Mayang är det tätbefolkat, med 613 invånare per kvadratkilometer. Närmaste större samhälle är Ganhe, 16,2 km öster om Mayang. Trakten runt Mayang består till största delen av jordbruksmark.
Genomsnittlig årsnederbörd är 1 462 millimeter. Den regnigaste månaden är maj, med i genomsnitt 197 mm nederbörd, och den torraste är december, med 25 mm nederbörd.